# Tapón de apareamiento

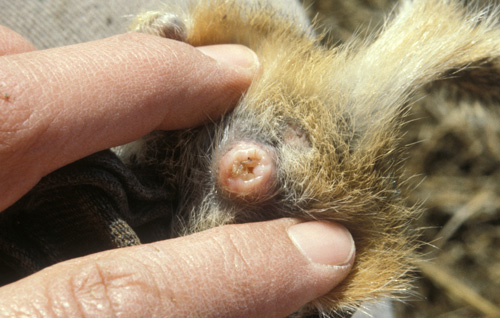
Un tapón de apareamiento en una ardilla terrestre de Richardson hembra (Urocitellus richardsonii)

Los tapones de apareamiento, también llamados tapones de nudos, tapones de esperma, tapones de eyaculación o sphragis (del latín, griego σφραγίς sphragis, "sello"), son estructuras gelatinosas utilizadas por otras especies para el apareamiento. Los machos lo insertan en el tracto reproductivo de la hembra, luego se seca y se convierte en un tapón. Si bien las hembras pueden expulsar los tapones después, el esperma del macho todavía tiene una ventaja de tiempo para llegar al óvulo, que suele ser el factor decisivo en la fertilización.
El tapón de apareamiento juega un papel importante en la competencia de los espermatozoides y puede servir como una estrategia alternativa y más ventajosa a la protección activa de la pareja. En algunas especies, esta estrategia pasiva de protección de la pareja puede reducir la selección en machos de gran tamaño. Esta estrategia puede ser ventajosa porque permitiría al macho aumentar el éxito reproductivo al pasar más tiempo persiguiendo nuevas parejas femeninas en lugar de vigilando activamente a la pareja.

## Composición

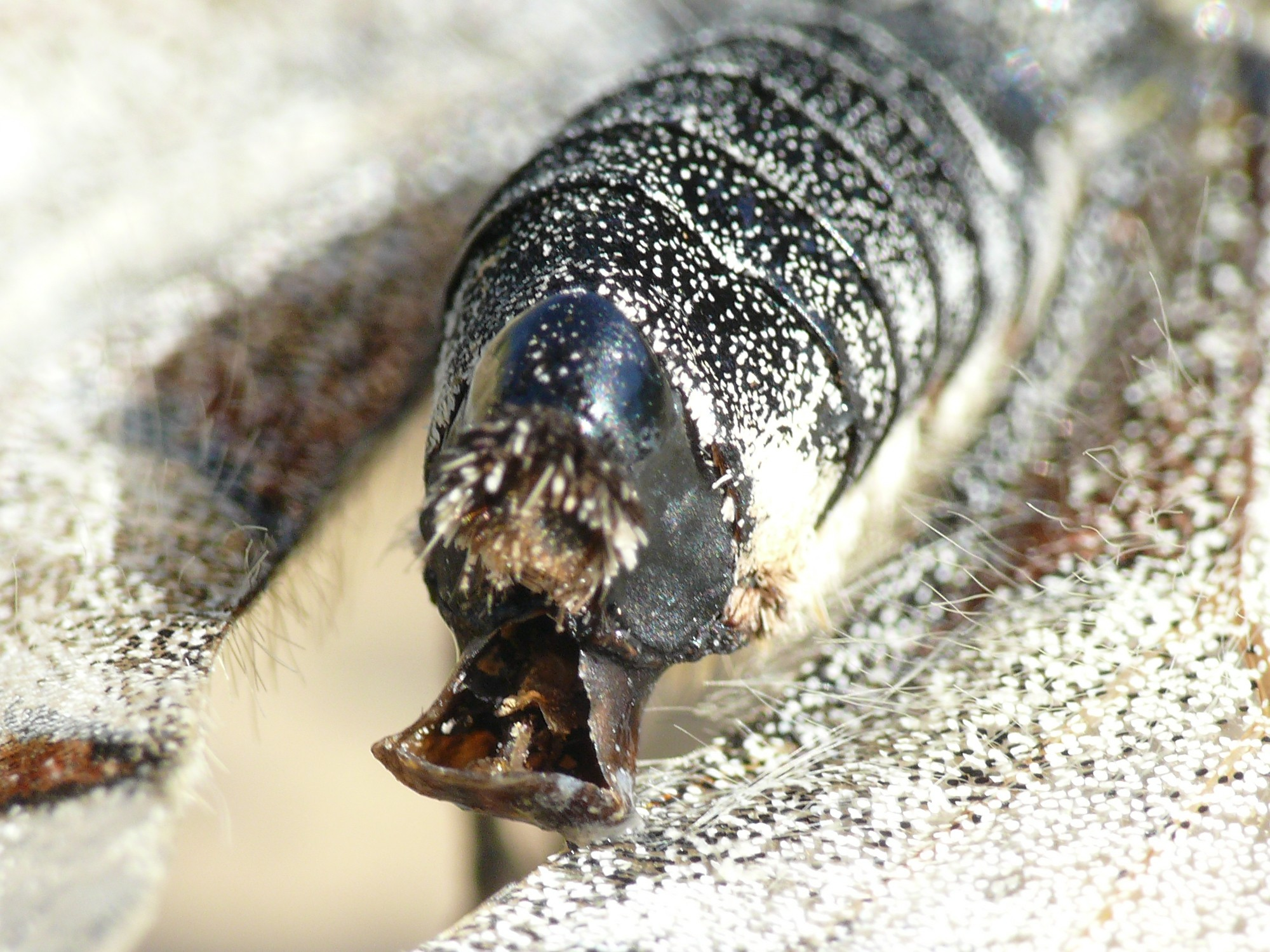
Sphragis en hembra de mariposa Parnassius apollo

El tapón de apareamiento del Bombus terrestris fue analizado químicamente y se encontró que estaba compuesto de ácido palmítico, ácido linoleico, ácido oleico, ácido esteárico y cicloprolilprolina. Se encontró que los ácidos (sin cicloprolilprolina) eran suficientes por sí solos para crear el tapón. Los investigadores plantean la hipótesis de que la cicloprolilprolina reduce la receptividad de las hembras a una mayor reproducción.

## Ocurrencia en la naturaleza
Los tapones de apareamiento son utilizados por muchas especies, incluidos varios primates, canguros, abejas, reptiles, ratas, roedores, escorpiones, ratones, y arañas.
El uso de un tapón de apareamiento como estrategia para el éxito reproductivo también se puede observar en algunos taxones de lepidópteros y otros insectos y a menudo se asocia con el apareamiento de pupas. Por ejemplo, para proteger su paternidad, las mariposas macho de punto de ajedrez variable pasan un tapón de apareamiento en la abertura genital de las hembras para evitar que se vuelvan a aparear.
La mariposa Heliconius charithonia utiliza un tapón de apareamiento en forma de espermatóforo que proporciona sustancias químicas de defensa depredadoras y fuentes de proteínas para el desarrollo de óvulos. También actúa como anafrodisíaco que impide que otros machos se apareen con la hembra. De manera similar, en las mariposas Parnassius smintheus, el macho deposita un tapón genital ceroso en la punta del abdomen de la hembra para evitar que la hembra se aparee nuevamente. Contiene esperma y nutrientes importantes para la hembra y garantiza que el macho sea el único que fertilice los óvulos de la hembra.
La mayoría de las especies de abejas sin aguijón, como Plebeia remota, solo se aparean una vez y, por lo tanto, utilizan tapones de apareamiento para almacenar todo el esperma que recolectan para uso futuro.
Otra especie de insecto que utiliza un tapón copulador es Drosophila mettleri, una especie de mosca del desierto de Sonora de la familia Diptera. Estos tapones sirven como medio de control entre macho y hembra durante las interacciones de apareamiento.
Un ejemplo peculiar de obstrucción de pareja ocurre en las arañas marianas Leucauge. Se requiere la participación tanto masculina como femenina para crear un tapón de pareja. El macho por sí solo no puede crear un enchufe funcional. La participación femenina en la creación de tapones de apareamiento y su presunto beneficio de ellos han dado lugar a múltiples estudios de selección sexual sobre el comportamiento sexual de L. mariana.
En Thamnophis sirtalis parietalis, comúnmente conocidas como culebras de lados rojos, los machos depositan un tapón copulador gelatinoso para sellar la abertura cloacal de la serpiente hembra para evitar el nuevo apareamiento, la fuga del esperma depositado y altera las señales feromonas femeninas que atraen a las parejas.